# Casa dos Maias

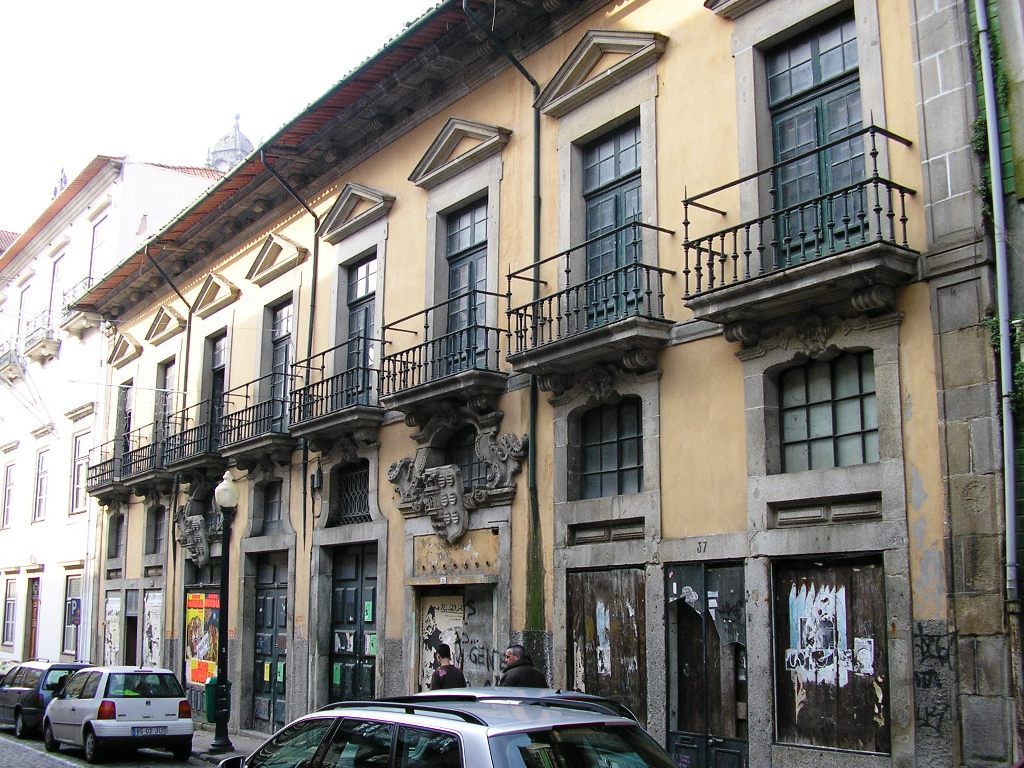
A Casa dos Maias em 2007, antes das obras de reabilitação e adaptação a hotel.

A Casa dos Maias ou Casa dos Ferrazes Bravos é uma casa apalaçada localizada na cidade do Porto, em Portugal.

## Localização
A Casa dos Maias localiza-se nos números 21 a 39 da Rua das Flores, na freguesia da Vitória, integrada no Centro Histórico do Porto, Património Cultural da Humanidade desde 1996.

## Caracterização
Esta casa apalaçada é um amplo edifício com loja, sobreloja e andar nobre, cuja feição quinhentista foi radicalmente alterada por obras setecentistas. Na fachada principal, de linhas barrocas, rasgam-se oito janelões sobrepujados por frontões triangulares, com varandas de ferro forjado, sobre igual número de janelas da sobreloja, duas das quais ficam parcialmente obstruídas pelas grandes pedras de armas que figuram os brasões partidos dos Bravos e Ferrazes, enquadrando os dois portais centrais. Estes brasões são constituídos por escudos de armas que podem ser quinhentistas, embora estejam montados numa estrutura ornamental composta por volutas e enrolamentos barrocos, talvez em resultado das intervenções realizadas no século XVIII. Sobressai ainda, como característica particular desta fachada, o beiral muito saliente, assente numa série de cachorros em granito.
No interior, a casa possui uma larga escadaria em granito, com dois lanços laterais e um lanço central, em cujo corrimão se apoiam seis colunas elevadas até ao piso nobre. Nos salões existem tetos de estuque trabalhado. A planta do conjunto é em U, definindo um pátio nas traseiras, pavimentado em lajes de granito, onde terá existido uma fonte barroca, da qual resta a taça e o grande golfinho que serviria de bica.
A Casa dos Maias está classificada como Imóvel de Interesse Público pelo decreto 45/93, DR 280, de 30 de novembro.

## História
Construída ainda no século XVI, pelo fidalgo Martim Ferraz, descendente de uma família nobre do Entre Douro e Minho, na Rua de Santa Catarina das Flores, à época uma das principais vias da cidade.
Data da época das obras de renovação do imóvel, certamente meados do século XVIII, a construção de uma capela no pátio, atribuída ao risco do artista italiano Nicolau Nasoni. A capelinha, de planta octogonal, era revestida a talha dourada, mais tarde recolocada na capela da Quinta de Vale Abraão, em Samodães, Lamego, pertencente aos mesmos proprietários.
Os Ferrazes Bravo — consórcio da família Ferraz com o também fidalgo Manuel Bravo — foram proprietários da casa até ao século XIX, altura em que foi adquirida por Domingos de Oliveira Maia, daí o nome Casa dos Maias, pelo qual a casa é hoje mais conhecida.
Atualmente, a Casa dos Maias abriga o PortoBay Flores, hotel de cinco estrelas da rede de hotéis, da ilha da Madeira, de mesmo nome.